# Gelfingen

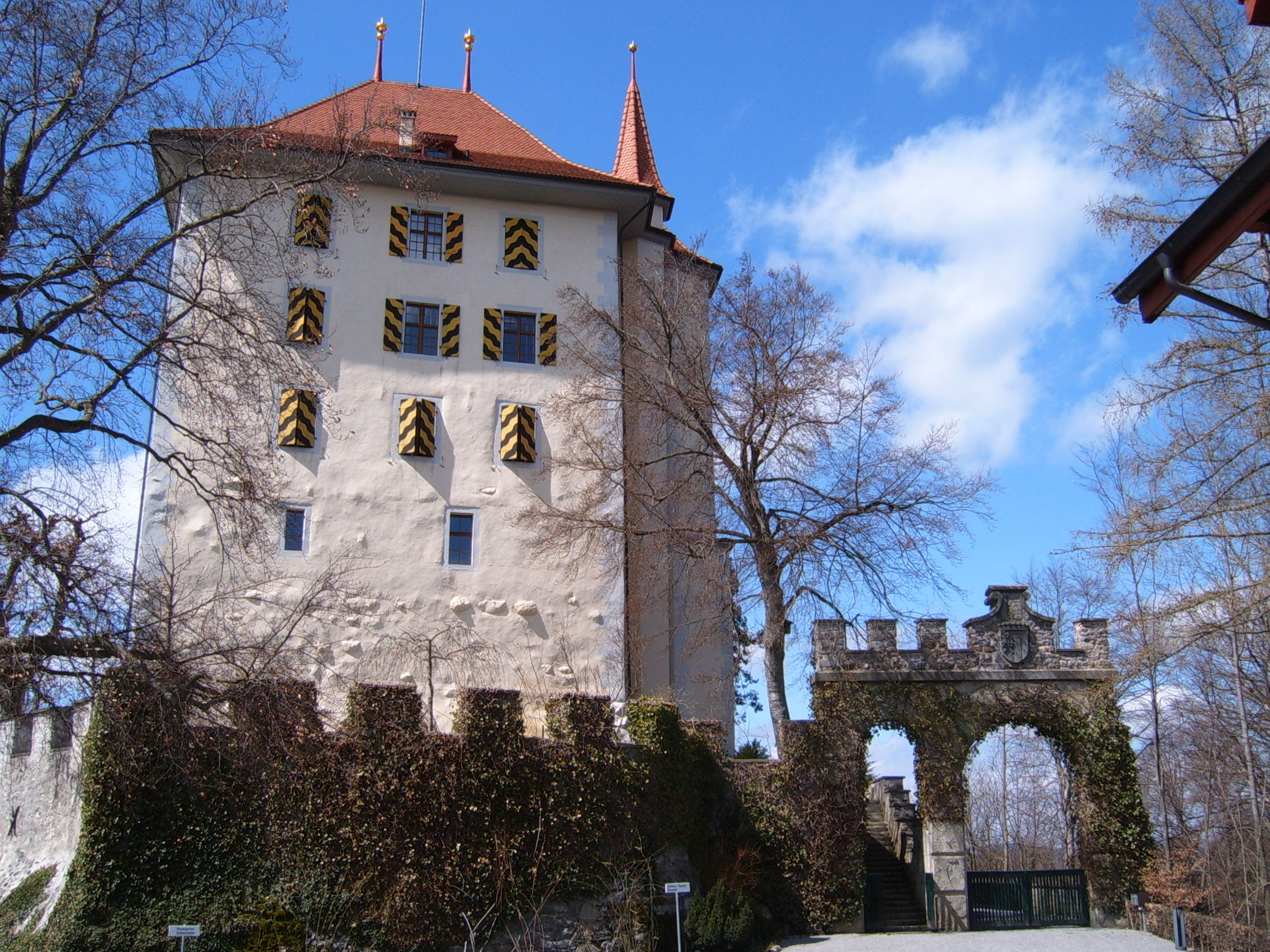
Slottet Heidegg.

Gelfingen är en ort i kommunen Hitzkirch i kantonen Luzern i Schweiz. Den ligger cirka 18,5 kilometer norr om Luzern, vid Baldeggersee. Ovanför orten ligger slottet Heidegg. Orten har 1 140 invånare (2024).
Orten var före den 1 januari 2009 en egen kommun, men inkorporerades då tillsammans med Hämikon, Mosen, Müswangen, Retschwil och Sulz i kommunen Hitzkirch.